# Weißer Hahnenfuß
Der Weiße Hahnenfuß (Ranunculus amplexicaulis) ist eine Pflanzenart aus der Gattung Hahnenfuß (Ranunculus).

## Merkmale
Der Weiße Hahnenfuß ist eine ausdauernde, krautige Pflanze, die  Wuchshöhen von 4 bis 30 Zentimeter erreicht. Die Blätter sind ganzrandig. Die Grundblätter sind unzerteilt. Die Grundblattspreite ist eiförmig-lanzettlich. Die Stängelblätter sind stängelumfassend. Die Blütenstiele sind kahl. Die Kelchblätter sind kahl. Die Früchtchen sind deutlich geadert.
Die Blütezeit reicht von Mai bis Juli.
Die Art ist diploid und hat die Chromosomenzahl 2n = 16.

## Vorkommen
Die Art kommt in den Zentral- und Ost-Pyrenäen auf Matten in Höhenlagen von 1000 bis 2500 Meter vor.

## Nutzung
Der Weiße Hahnenfuß wird selten als Zierpflanze für Steingärten genutzt. Die Art ist mindestens seit 1605 in Kultur.